# Molinella
Molinella – miejscowość i gmina we Włoszech, w regionie Emilia-Romania, w prowincji Bolonia.
Według danych na styczeń 2009 gminę zamieszkiwało 15 756 osób przy gęstości zaludnienia 123,2 os./1 km².